# 가은초등학교 희양분교
가은초등학교 희양분교는 대한민국 경상북도 문경시에 있었던 공립 초등학교이다.

## 학교 연혁
- 1935년 5월 3일: 가은공립보통학교 부설 상괴간이학교 인가
- 1935년 5월 13일: 개교
- 2025년 2월 28일: 폐교 및 가은초등학교 통폐합으로 90년만에 폐교

## 참고 자료
- 가은초등학교희양분교장 - 한국교육학술정보원 학교알리미